# Colutea arborescens
Міхурник звичайний, міхурник деревоподібний (лат. Colutea arborescens) — вид рослин родини бобові (Fabaceae), типовий вид роду міхурник. Листопадний високий чагарник. У складі виду два підвиди — Colutea arborescens subsp. arborescens і Colutea arborescens subsp. gallica Browicz.
Являє собою листопадний, швидкорослий, світлолюбний, посухостійкий, не вимогливий до ґрунтів чагарник з притиснуто-пухнастими гілками, що досягає висоти 4-5 м. Цвіте в травні-червні.
Виростає переважно на глибоких, пухких супіщаних і піщаних ґрунтах. Низькорослі форми можуть рости і на кам'янистих ґрунтах. У природному вигляді широко поширений у Північній Африці, а саме в Алжирі і Марокко; в Центральній Європі — в Австрії, Чехії, Словаччині, Угорщині, Німеччині та Швейцарії; в Південно-східній Європі на території Албанії, Болгарії, колишньої Югославії, Греції, Італії, Румунії; в Південно-західній Європі — в Іспанії і Франції. Зустрічається в Криму і на Кавказі. Інтродукований в деяких штатах США. Вирощується в садах і парках України, Прибалтики, в європейській частині Росії в степовій і лісостеповій зонах і на півдні лісової зони.